# Acalypha gentlei
Acalypha gentlei är en törelväxtart som beskrevs av Atha. Acalypha gentlei ingår i släktet akalyfor, och familjen törelväxter. Inga underarter finns listade i Catalogue of Life.